# 2022년 4월
| 2022년: 1월 · 2월 · 3월 · 4월 · 5월 · 6월 · 7월 · 8월 · 9월 · 10월 · 11월 · 12월 |

| \| 2022년 4월 1일 (금요일) \| \| 편집 \| |  |      |
| 보건과 환경 - 코로나19 범유행 - 대한민국의 0시 기준 누적 확진자 수가 13,375,818명으로 집계되었다. 전날 0시 대비 280,273명(국내 280,225, 해외유입 48)이 늘었다. 누계가 일부 정정(-86)되었다. - 러시아 보건부 당국이 비강 스프레이(Nasal spray) 방식의 스푸트니크 V 코로나19 백신을 등록, 비강 스프레이 형태의 백신을 등록한 첫 번째 국가가 되었다고 발표하였다. |  |      |
| 2022년 4월 1일 (금요일) |  | 편집 |

| 2022년 4월 1일 (금요일) |  | 편집 |

| \| 2022년 4월 2일 (토요일) \| \| 편집 \| |  |      |
| 무력 충돌과 공격 - 2022년 러시아의 우크라이나 침공: 전날 우크라이나가 러시아로부터 탈환한 도시인 부차의 거리에서 수 많은 민간인 시신이 확인되었다. 우크라이나 당국은 러시아의 학살 관련 증거를 발견했다고 밝혔다. 법과 범죄 - 스리랑카의 고타바야 라자팍사 대통령이 시위가 격화함에 따라, 전국에 비상사태를 선포하였다. 스리랑카의 경제 위기가 심화하는 가운데 지난 2022년 3월 16일 대통령의 사임을 촉구하는 시위가 촉발되었으며, 시위가 계속 이어지고 있다. 보건과 환경 - 코로나19 범유행 - 대한민국의 0시 기준 누적 확진자 수가 13,639,915명으로 집계되었다. 전날 0시 대비 264,171명(국내 264,103, 해외유입 68)이 늘었다. 누계가 일부 정정(-74)되었다. 스포츠 - 2022 리그 오브 레전드 챔피언스 코리아 스프링: 프로게임단 T1 선수단이 전승을 기록하며 리그 오브 레전드 챔피언스 코리아(LCK) 통산 10번째 우승컵을 들어올렸다. 이번 T1의 우승은 2015년 리그제 전환 이후 첫 전승 우승이다. - 결승 최우수 선수(MVP)에는 문현준(Oner) 선수가 선정되었다. - 페이커(Faker, 이상혁)는 선수로서 통산 LCK 10번째 우승을 기록, 자신이 갖고 있던 선수 최다 우승 기록을 경신하였다. |  |      |
| 2022년 4월 2일 (토요일) |  | 편집 |

| 2022년 4월 2일 (토요일) |  | 편집 |

| \| 2022년 4월 3일 (일요일) \| \| 편집 \| |  |      |
| 문화와 예술 - 미국에서 제64회 그래미 어워드 시상식이 열렸다. 네바다주 라스베이거스의 MGM 그랜드 가든 아레나에서 열렸으며, 진행은 트레버 노아가 맡았다. 존 배티스트가 이번 시상식 최다인 11개 부문 후보에 올랐으며, 가장 많은 5개 부문에서 수상하였다. 보건과 환경 - 코로나19 범유행 - 대한민국의 0시 기준 누적 확진자 수가 13,874,216명으로 집계되었다. 전날 0시 대비 234,301명(국내 234,279, 해외유입 22)이 늘었다. 정치와 선거 - 제주 4·3 사건 제74주년 추념식이 제주 4·3 평화공원에서 열렸다. 이번 추념식에는 김부겸 국무총리, 박범계 법무부장관 등 정부 인사를 비롯하여, 윤석열 대통령 당선자, 이준석 국민의힘 당대표, 박지현 더불어민주당 공동비대위원장, 여영국 정의당 당대표 등이 참석하였다. 보수 정당의 대통령이나 대통령 당선자(윤석열)가 참석하는 것은 이번이 처음이다. |  |      |
| 2022년 4월 3일 (일요일) |  | 편집 |

| 2022년 4월 3일 (일요일) |  | 편집 |

| \| 2022년 4월 4일 (월요일) \| \| 편집 \| |  |      |
| 보건과 환경 - 코로나19 범유행 - 대한민국의 0시 기준 누적 확진자 수가 14,001,406명으로 집계되었다. 전날 0시 대비 127,190명(국내 127,175, 해외유입 15)이 늘었다. 사고와 재해 - 콩고 민주 공화국 루알라바주에서 열차 탈선 사고가 발생, 최소 7명이 숨지고 14명이 부상을 입었다. |  |      |
| 2022년 4월 4일 (월요일) |  | 편집 |

| 2022년 4월 4일 (월요일) |  | 편집 |

| \| 2022년 4월 5일 (화요일) \| \| 편집 \| |  |      |
| 보건과 환경 - 코로나19 범유행 - 대한민국의 0시 기준 누적 확진자 수가 14,267,401명으로 집계되었다. 전날 0시 대비 266,135명(국내 266,108, 해외유입 27)이 늘었다. 누계가 일부 정정(-140)되었다. |  |      |
| 2022년 4월 5일 (화요일) |  | 편집 |

| 2022년 4월 5일 (화요일) |  | 편집 |

| \| 2022년 4월 6일 (수요일) \| \| 편집 \| |  |      |
| 보건과 환경 - 코로나19 범유행 - 대한민국의 0시 기준 누적 확진자 수가 14,553,644명으로 집계되었다. 전날 0시 대비 286,294명(국내 286,272, 해외유입 22)이 늘었다. 누계가 일부 정정(-51)되었다. |  |      |
| 2022년 4월 6일 (수요일) |  | 편집 |

| 2022년 4월 6일 (수요일) |  | 편집 |

| \| 2022년 4월 7일 (목요일) \| \| 편집 \| |  |      |
| 국제 관계 - 유엔총회 긴급 특별총회에서 러시아의 유엔 인권 이사회(UNHRC) 이사국 자격 정지 결의안이 찬성 93표, 반대 24표, 기권 58표로 가결되었다. 부차 학살과 관련하여 이번 결의안이 채택되었으며, UNHRC 자격 정지는 2011년 리비아에 이은 두 번째이다. 당시 리비아는 카다피 정권의 반정부 시위대 폭력 진압과 관련하여 퇴출되었었다. 무력 충돌과 공격 - 이스라엘 텔아비브에서 테러로 추정되는 총기 난사가 발생, 최소 2명 이상이 숨졌다. 법과 범죄 - 미국 연방 대법원의 대법관 후보자 커탄지 브라운 잭슨(Ketanji Brown Jackson)에 대한 상원 인준 표결이 53 : 47로 가결되었다. 잭슨 후보자는 2022년 1월 스티븐 브레이어(Stephen Breyer) 대법관의 은퇴가 공식화된 이후, 2월 25일 대법관 후보자에 지명되었으며, 3월 인사청문회를 거쳤다. 오는 2022년 10월 잭슨이 대법관에 취임하면, 미국 최초의 흑인 여성 대법관이 된다. 보건과 환경 - 코로나19 범유행 - 대한민국의 0시 기준 누적 확진자 수가 14,778,405명으로 집계되었다. 전날 0시 대비 224,820명(국내 224,820, 해외유입 40)이 늘었다. 누계가 일부 정정(-59)되었다. - 미국의 낸시 펠로시 하원 의장이 확진되었다. 이에 따라 대만관계법 제43주년 기념일에 맞춘 중화민국 방문을 비롯한 아시아 지역 순방 일정 등이 연기되었다. 정치와 선거 - 대한민국의 정당인 더불어민주당과 새로운물결이 합당에 합의하고, 국회에서 합당합의문 서약식을 진행하였다. 양당은 오는 4월 18일 전에는 합당 절차를 마무리하기로 하였고, 당명은 '더불어민주당'을 사용하기로 하였다. |  |      |
| 2022년 4월 7일 (목요일) |  | 편집 |

| 2022년 4월 7일 (목요일) |  | 편집 |

| \| 2022년 4월 8일 (금요일) \| \| 편집 \| |  |      |
| 보건과 환경 - 코로나19 범유행 - 대한민국의 0시 기준 누적 확진자 수가 14,983,694명으로 집계되었다. 전날 0시 대비 205,333명(국내 205,302, 해외유입 31)이 늘었다. 누계가 일부 정정(-44)되었다. |  |      |
| 2022년 4월 8일 (금요일) |  | 편집 |

| 2022년 4월 8일 (금요일) |  | 편집 |

| \| 2022년 4월 9일 (토요일) \| \| 편집 \| |  |      |
| 보건과 환경 - 코로나19 범유행 - 대한민국의 0시 기준 누적 확진자 수가 15,169,189명으로 집계되었다. 전날 0시 대비 185,566명(국내 185,526, 해외유입 40)이 늘었다. 누계가 일부 정정(-71)되었다. |  |      |
| 2022년 4월 9일 (토요일) |  | 편집 |

| 2022년 4월 9일 (토요일) |  | 편집 |

| \| 2022년 4월 10일 (일요일) \| \| 편집 \| |  |      |
| 무력 충돌과 공격 - 나이지리아 플래토주에서 무장 조직에 의한 공격이 발생하였다. 9개 마을이 공격을 받아 최소 150명 이상이 숨지고, 70명 이상이 납치된 것으로 알려졌다. 보건과 환경 - 코로나19 범유행 - 대한민국의 0시 기준 누적 확진자 수가 15,333,670명으로 집계되었다. 전날 0시 대비 164,481명(국내 164,454, 해외유입 27)이 늘었다. 스포츠 - 일본 프로 야구에서 사사키 로키(지바 롯데 마린스) 투수가 오릭스 버팔로스를 상대로 퍼펙트 게임을 기록하였다. 경기 결과는 롯데가 오릭스에 6 : 0 으로 승리하였다. - 일본 프로 야구 16 번째 퍼펙트 게임으로, 1994년 5월 18일 당시 요미우리 자이언츠의 마키하라 히로미 투수 이후 28년 만이다. - 사사키 로키는 한·미·일 프로 야구를 통틀어 최연소 퍼펙트 게임이라는 기록과 함께, 13타자 연속 탈삼진(K) 신기록도 작성하였다. 정치와 선거 - 2022년 프랑스 대통령 선거, 프랑스의 대통령: 프랑스에서 대통령 선거가 실시되었다. - 에마뉘엘 마크롱 후보가 27.84%, 마린 르 펜 후보가 23.15%를 득표, 오는 4월 24일에 결선 투표을 치른다. - 주요 후보로는 전진하는 공화국!의 에마뉘엘 마크롱 대통령, 국민연합의 마린 르 펜, 불복하는 프랑스의 장뤼크 멜랑숑, 공화당의 발레리 페크레스, 재정복(Reconquête)의 에리크 제무르, 유럽 생태녹색당의 야닉 자도(Yannick Jadot) 등이 출마하였다. - 파키스탄에서 임란 칸 총리에 대한 불신임 결의가 가결, 면직되었다. - 하원에서 치러진 총리 불신임안 표결이 342명 의원 중 174명이 찬성하며 가결되었다. - 칸 총리는 의회 해산과 조기 총선을 통하여 불신임 투표로 무산시키려 하였으나, 4월 7일 파키스탄 대법원은 투표 진행을 결정하고, 의회 해산에 대하여 위헌 판단하였다. 4월 9일 소집된 의회에서 불신임안을 두고 여야 대치가 이어졌으며, 자정이 넘은 4월 10일 불신임안이 가결되었다. 임란 칸은 처음으로 불신임으로 물러난 총리가 되었다. - 파키스탄의 총리 임기는 5년이지만, 임기를 마친 총리는 칸 총리(약 3년 8개월 재임)를 포함하여 1973년 현행 헌법 제정 이래 아무도 없다. |  |      |
| 2022년 4월 10일 (일요일) |  | 편집 |

| 2022년 4월 10일 (일요일) |  | 편집 |

| \| 2022년 4월 11일 (월요일) \| \| 편집 \| |  |      |
| 보건과 환경 - 코로나19 범유행 - 대한민국의 0시 기준 누적 확진자 수가 15,424,598명으로 집계되었다. 전날 0시 대비 90,928명(국내 90,907, 해외유입 21)이 늘었다. 정치와 선거 - 파키스탄의 총리에 셰바즈 샤리프(Shehbaz Sharif) 파키스탄 무슬림 연맹 나와즈파(PMLN) 총재가 선출되었다. 전날(4월 10일) 임란 칸 총리가 축출된지 하루 만이다. 샤리프 신임 총리는 펀자브주의 주총리를 세 차례 지냈다. |  |      |
| 2022년 4월 11일 (월요일) |  | 편집 |

| 2022년 4월 11일 (월요일) |  | 편집 |

| \| 2022년 4월 12일 (화요일) \| \| 편집 \| |  |      |
| 무력 충돌과 공격 - 2022년 러시아의 우크라이나 침공: 러시아의 블라디미르 푸틴 대통령이 설정 목표가 달성될 때까지 전쟁이 계속될 것이라고 밝혔다. 러시아의 우크라이나 침공은 지난 2022년 2월 24일 시작되었으며, 장기화하고 있다. - 미국의 조 바이든 대통령이 부차 학살 등 러시아의 행위와 관련하여 처음으로 집단학살(제노사이드)을 거론하였다. 법과 범죄 - 미국 뉴욕 지하철 36번가 역에서 총기 난사가 발생, 최소 16명이 부상을 입었다. 용의자는 연막을 터뜨리고 총기를 난사한 뒤 도주하였으며, 경찰 당국이 추적 중인 것으로 알려졌다. 보건과 환경 - 코로나19 범유행 - 대한민국의 0시 기준 누적 확진자 수가 15,635,274명으로 집계되었다. 전날 0시 대비 210,755명(국내 210,722, 해외유입 33)이 늘었다. 누계가 일부 정정(-79)되었다. 사고와 재해 - 남아프리카공화국에서 더반 지역을 중심으로 홍수가 발생, 최소 20명 이상이 숨졌다. |  |      |
| 2022년 4월 12일 (화요일) |  | 편집 |

| 2022년 4월 12일 (화요일) |  | 편집 |

| \| 2022년 4월 13일 (수요일) \| \| 편집 \| |  |      |
| 보건과 환경 - 코로나19 범유행 - 대한민국의 0시 기준 누적 확진자 수가 15,830,644명으로 집계되었다. 전날 0시 대비 195,419명(국내 195,382, 해외유입 37)이 늘었다. 누계가 일부 정정(-49)되었다. |  |      |
| 2022년 4월 13일 (수요일) |  | 편집 |

| 2022년 4월 13일 (수요일) |  | 편집 |

| \| 2022년 4월 14일 (목요일) \| \| 편집 \| |  |      |
| 경제와 비즈니스 - 한국은행 기준금리: 한국은행(한은)이 금융통화위원회(금통위)를 열고, 1.50%로 기준금리를 0.25%p 인상 결정하였다. 한은은 지난 2월에는 금리 유지를 결정했었다. 무력 충돌과 공격 - 2022년 러시아의 우크라이나 침공: 러시아의 흑해 함대 기함으로, 미사일 순양함인 모스크바호가 침몰한 것으로 알려졌다. 러시아 당국은 화재이후 태풍 속에서 침몰했다고 주장했으며, 우크라이나 당국은 R-360 넵튠 미사일을 이용해 격침했다고 주장하였다. 보건과 환경 - 코로나19 범유행 - 대한민국의 0시 기준 누적 확진자 수가 15,979,061명으로 집계되었다. 전날 0시 대비 148,443명(국내 148,408, 해외유입 35)이 늘었다. 누계가 일부 정정(-26)되었다. |  |      |
| 2022년 4월 14일 (목요일) |  | 편집 |

| 2022년 4월 14일 (목요일) |  | 편집 |

| \| 2022년 4월 15일 (금요일) \| \| 편집 \| |  |      |
| 보건과 환경 - 코로나19 범유행 - 대한민국의 코로나19 범유행 - 대한민국의 0시 기준 누적 확진자 수가 16,104,869명으로 집계되었다. 전날 0시 대비 125,846명(국내 125,832, 해외유입 14)이 늘었다. 누계가 일부 정정(-38)되었다. - 방역 당국이 2020년 3월 도입되어 2년 1개월여간 계속된 사회적 거리두기를 오는 4월 18일 전면 해제하기로 하였다. 다만, 마스크 착용은 기존대로 유지한다. 한편, 오는 4월 25일부터는 코로나바이러스감염증-19를 기존 1급에서 2급 감염병으로 등급을 조정하기로 하였다. 감염병 등급 조정에 따라 자가 격리가 의무에서 권고로 바뀌고, 이에 따라 치료비·생활비 등의 지원이 종료되는 등 변화가 뒤따를 예정이다. |  |      |
| 2022년 4월 15일 (금요일) |  | 편집 |

| 2022년 4월 15일 (금요일) |  | 편집 |

| \| 2022년 4월 16일 (토요일) \| \| 편집 \| |  |      |
| 법과 범죄 - 가평 용소계곡 살인 사건: 피의자 이은해와 조현수가 경기도 고양시 일산의 한 오피스텔에서 체포되었다. 보건과 환경 - 코로나19 범유행 - 대한민국의 0시 기준 누적 확진자 수가 16,212,751명으로 집계되었다. 전날 0시 대비 107,916명(국내 107,886, 해외유입 30)이 늘었다. 누계가 일부 정정(-34)되었다. 사회 - 대한민국에서 세월호 침몰 사고가 발생한 지 8주년이 되었다. 진도 팽목항, 안산 화랑유원지 등 전국 곳곳에서 추모 행사가 열렸으며, 문재인 대통령, 윤석열 대통령 당선자 등이 관련하여 추모와 사회 안전 관련 메시지를 발표하였다. |  |      |
| 2022년 4월 16일 (토요일) |  | 편집 |

| 2022년 4월 16일 (토요일) |  | 편집 |

| \| 2022년 4월 17일 (일요일) \| \| 편집 \| |  |      |
| 보건과 환경 - 코로나19 범유행 - 대한민국의 0시 기준 누적 확진자 수가 16,305,752명으로 집계되었다. 전날 0시 대비 93,001명(국내 92,983, 해외유입 18)이 늘었다. 누계가 일부 정정(-34)되었다. |  |      |
| 2022년 4월 17일 (일요일) |  | 편집 |

| 2022년 4월 17일 (일요일) |  | 편집 |

| \| 2022년 4월 18일 (월요일) \| \| 편집 \| |  |      |
| 보건과 환경 - 코로나19 범유행 - 대한민국의 0시 기준 누적 확진자 수가 16,353,495명으로 집계되었다. 전날 0시 대비 47,743명(국내 47,729, 해외유입 14)이 늘었다. 사회적 거리두기가 해제되었다. 다만 마스크 착용은 유지된다. - 오스트레일리아(호주)가 전날 17일 외국 유람선(크루즈선) 입국 금지를 해제한 가운데, 처음으로 퍼시픽 익스플로러호(Pacific Explorer)가 시드니 항구에 입항하였다. 호주 당국은 지난 2020년 3월 크루즈선인 루비 프린세스호(Ruby Princess)에서 감염증 환자가 발생한 이후, 크루즈선의 호주 입항을 전면 금지했었다. |  |      |
| 2022년 4월 18일 (월요일) |  | 편집 |

| 2022년 4월 18일 (월요일) |  | 편집 |

| \| 2022년 4월 19일 (화요일) \| \| 편집 \| |  |      |
| 보건과 환경 - 코로나19 범유행 - 대한민국의 0시 기준 누적 확진자 수가 16,471,940명으로 집계되었다. 전날 0시 대비 118,504명(국내 118,484, 해외유입 20)이 늘었다. 누계가 일부 정정(-59) 되었다. 사회 - 일본의 장수인 다나카 가네(1903~2022)가 숨졌다. 일본의 연호 기준으로 메이지 36년 태어나 레이와 4년에 숨진 것으로, 메이지·다이쇼·쇼와·헤이세이·레이와 시대를 살다갔다. - 다나카 가네는 슈퍼센티네리언 중 한 명으로 119년 107일을 살았으며, 세계에서 가장 장수한 인물인 잔 칼망(122세 164일)에 이은 역대 두 번째 장수 기록이다. 역대 세 번째 장수 인물은 미국의 사라 크노스(Sarah Knauss)로 119년 97일을 살았다. - 일본에서는 가장 오래 산 기록이다. 일본에서 두 번째로 오래 산 인물은 나비 타지마(Nabi Tajima, 1900~2018)이며, 117년 260일을 살았다. - 생존 중인 최고령자는 118년 75일을 살고 있는 프랑스의 수녀 뤼실 랑동(Lucile Randon, 1904~)이 되었다. |  |      |
| 2022년 4월 19일 (화요일) |  | 편집 |

| 2022년 4월 19일 (화요일) |  | 편집 |

| \| 2022년 4월 20일 (수요일) \| \| 편집 \| |  |      |
| 보건과 환경 - 코로나19 범유행 - 대한민국의 0시 기준 누적 확진자 수가 16,583,220명으로 집계되었다. 전날 0시 대비 111,319명(국내 111,302, 해외유입 17)이 늘었다. 누계가 일부 정정(-39) 되었다. |  |      |
| 2022년 4월 20일 (수요일) |  | 편집 |

| 2022년 4월 20일 (수요일) |  | 편집 |

| \| 2022년 4월 21일 (목요일) \| \| 편집 \| |  |      |
| 보건과 환경 - 코로나19 범유행 - 대한민국의 0시 기준 누적 확진자 수가 16,674,045명으로 집계되었다. 전날 0시 대비 90,867명(국내 90,836, 해외유입 31)이 늘었다. 누계가 일부 정정(-42) 되었다. |  |      |
| 2022년 4월 21일 (목요일) |  | 편집 |

| 2022년 4월 21일 (목요일) |  | 편집 |

| \| 2022년 4월 22일 (금요일) \| \| 편집 \| |  |      |
| 보건과 환경 - 코로나19 범유행 - 대한민국의 0시 기준 누적 확진자 수가 16,755,055명으로 집계되었다. 전날 0시 대비 81,058명(국내 81,043, 해외유입 15)이 늘었다. 누계가 일부 정정(-48)되었다. |  |      |
| 2022년 4월 22일 (금요일) |  | 편집 |

| 2022년 4월 22일 (금요일) |  | 편집 |

| \| 2022년 4월 23일 (토요일) \| \| 편집 \| |  |      |
| 보건과 환경 - 코로나19 범유행 - 대한민국의 0시 기준 누적 확진자 수가 16,830,469명으로 집계되었다. 전날 0시 대비 75,449명(국내 75,420, 해외유입 29)이 늘었다. 누계가 일부 정정(-35)되었다. |  |      |
| 2022년 4월 23일 (토요일) |  | 편집 |

| 2022년 4월 23일 (토요일) |  | 편집 |

| \| 2022년 4월 24일 (일요일) \| \| 편집 \| |  |      |
| 보건과 환경 - 코로나19 범유행 - 대한민국의 0시 기준 누적 확진자 수가 16,895,194명으로 집계되었다. 전날 0시 대비 64,725명(국내 64,689, 해외유입 36)이 늘었다. 정치와 선거 - 2022년 프랑스 대통령 선거: 선거 결과 에마뉘엘 마크롱 대통령이 재선하였다 - 결선 투표 결과 마크롱 대통령은 약 58.54% 득표율을 기록, 41.46%를 얻은 마린 르 펜에 17.08%p를 앞섰다. 2017년 대선에 이어 또 다시 마린 르 펜을 꺾고 연임에 성공하였다. - 프랑스에서 대통령의 재선은 2002년 대선에서 자크 시라크 대통령이 재선한 이후 20년 만이다. |  |      |
| 2022년 4월 24일 (일요일) |  | 편집 |

| 2022년 4월 24일 (일요일) |  | 편집 |

| \| 2022년 4월 25일 (월요일) \| \| 편집 \| |  |      |
| 경제와 비즈니스 - 일론 머스크의 트위터 인수: 일론 머스크가 소셜미디어 트위터를 440억 달러(한화 약 55조 원)에 인수하기로 하였다. - 머스크와 트위터 이사회는 머스크가 트위터 주식을 약 9% 갖고 있다고 발표하기 직전 거래일(4월 1일) 주가에 약 38%의 경영권 프리미엄을 얹은 주당 54.20달러에 매각 합의를 한 것으로 알려졌다. 머스크는 지난 4월 14일 공개 인수 합병을 제안하면서 보유한 현금과 대출, 테슬라 주식 담보 대출 등으로 자금을 조달해 트위터를 인수한 후, 비상장회사로 전환할 것이라고 밝힌 바 있다. - 당초 이사회는 포이즌 필을 이용하여 인수합병을 막으려 하였으나, 매각 합의에 따라 자동 폐기되었다. 매각 절차는 주주 표결과 당국 승인 절차를 거쳐 2022년 중 완료될 것으로 전망되었다. 군사 - 조선민주주의인민공화국이 조선인민혁명군 창설 90주년을 맞아 대규모 심야 열병식을 연 것으로 알려졌다. 조선민주주의인민공화국의 심야 열병식 이번이 네 번째이다. 앞서 2020년 10월 10일 당 창건 제75주년을 맞아 처음 진행되었고, 이후 2021년 1월 14일 8차 당대회 때, 9월 9일 제73주년 인민정권 창건일에 각각 기념열병식을 열었다. 보건과 환경 - 코로나19 범유행 - 대한민국의 0시 기준 누적 확진자 수가 16,929,564명으로 집계되었다. 전날 0시 대비 34,370명(국내 34,339, 해외유입 31)이 늘었다. |  |      |
| 2022년 4월 25일 (월요일) |  | 편집 |

| 2022년 4월 25일 (월요일) |  | 편집 |

| \| 2022년 4월 26일 (화요일) \| \| 편집 \| |  |      |
| 보건과 환경 - 코로나19 범유행 - 대한민국의 0시 기준 누적 확진자 수가 17,009,865명으로 집계되었다. 전날 0시 대비 80,361명(국내 80,345, 해외유입 16)이 늘었다. 누계가 일부 정정(-60)되었다. |  |      |
| 2022년 4월 26일 (화요일) |  | 편집 |

| 2022년 4월 26일 (화요일) |  | 편집 |

| \| 2022년 4월 27일 (수요일) \| \| 편집 \| |  |      |
| 경제와 비즈니스 - 한국거래소 기업심사위원회를 열고 오스템임플란트의 상장을 유지하기로 결정하였다. - 이에 따라 내일 4월 28일부터 주식 거래가 재개된다. 임플란트 기업인 오스템임플란트는 2012년 말, 상장사 단일 횡령액으로는 역대 최고인 약 2,200억 원 규모의 횡령 발생이 확인되며, 2021년 12월 말 거래 정지되었다. - 오스템임플란트는 27일 공시를 통해 보통주식의 약 4.73%인 675,561주를 자사주로 보유 중이며, 주주가치 제고 및 주가안정화를 목적으로 향후 6개월 간 300억 원 규모로 자기주식취득(자사주 매입)한다고 알렸다. 법과 범죄 - 대한민국 우리은행에서 약 600억 원 규모의 횡령이 발생한 것으로 알려졌다. 보건과 환경 - 코로나19 범유행 - 대한민국의 0시 기준 누적 확진자 수가 17,086,626명으로 집계되었다. 전날 0시 대비 76,787명(국내 76,750, 해외유입 37)이 늘었다. 누계가 일부 정정(-26)되었다. |  |      |
| 2022년 4월 27일 (수요일) |  | 편집 |

| 2022년 4월 27일 (수요일) |  | 편집 |

| \| 2022년 4월 28일 (목요일) \| \| 편집 \| |  |      |
| 보건과 환경 - 코로나19 범유행 - 대한민국의 0시 기준 누적 확진자 수가 17,144,065명으로 집계되었다. 전날 0시 대비 57,464명(국내 57,443, 해외유입 21)이 늘었다. 누계가 일부 정정(-25)되었다. 정치와 선거 - 몬테네그로 의회에서 드리탄 아바조빅(Dritan Abazović, 1985~)이 새 총리에 선출되었다. 몬테네그로의 전임 총리 즈드라브코 크리보카피치는 지난 2월 불신임안이 통과된 바 있으며, 아바조빅이 신임 총리에 취임하며 물러났다. 아바조빅 신임 총리는 크리보카피치 내각에서 부총리를 지냈다. |  |      |
| 2022년 4월 28일 (목요일) |  | 편집 |

| 2022년 4월 28일 (목요일) |  | 편집 |

| \| 2022년 4월 29일 (금요일) \| \| 편집 \| |  |      |
| 보건과 환경 - 코로나19 범유행 - 대한민국의 0시 기준 누적 확진자 수가 17,194,616명으로 집계되었다. 전날 0시 대비 50,568명(국내 50,538, 해외유입 30)이 늘었다. 누계가 일부 정정(-17)되었다. 한편, 방역 당국은 오는 5월 2일 부터 실외 마스크 착용 의무를 일부 완화 하기로 하였다. |  |      |
| 2022년 4월 29일 (금요일) |  | 편집 |

| 2022년 4월 29일 (금요일) |  | 편집 |

| \| 2022년 4월 30일 (토요일) \| \| 편집 \| |  |      |
| 문화와 예술 - 대한민국 서울 종로를 비롯하여 전국 곳곳에서 연등회가 열렸다. 연등회는 감염증 유행으로 중단되었다가 3년 만에 열리는 것으로, 부처님 오신 날(2022년은 5월 8일)을 기념하는 행사이다. 연등회는 지난 2020년 12월 유네스코 무형문화유산에 지정되었다. 보건과 환경 - 코로나19 범유행 - 대한민국의 0시 기준 누적 확진자 수가 17,237,878명으로 집계되었다. 전날 0시 대비 43,286명(국내 43,274, 해외유입 12)이 늘었다. 누계가 일부 정정(-24)되었다. 스포츠 - 라리가 2021-22: 레알 마드리드 CF가 RCD 에스파뇰을 4 : 0으로 꺾고, 잔여 경기 결과와 상관없이 리그 우승을 확정하였다. - 레알 마드리드의 라리가 우승은 35 번째이다. - 카를로 안첼로티 감독은 유럽 5대 리그에서 모두 우승을 기록한 첫 감독이 되었다. - 안첼로티 감독은 2003-2004 시즌 AC 밀란(이탈리아 세리에 A), 2009-2010 시즌 첼시 FC(영국 프리미어리그), 2012-2013시즌 파리 생제르맹 FC(프랑스 리그 1), 2016-2017 시즌 FC 바이에른 뮌헨(독일 분데스리가)에서 각각 우승을 기록하였으며, 이번에 레알 마드리드의 우승을 이끌며, 라리가 우승까지 이루었다. - 안첼로티 감독은 과거(2013~2015) 레알 마드리드의 감독을 맡았는데, 당시 코파 델 레이(스페인 국왕컵)과 UEFA 유로파리그(UEFA컵), UEFA 챔피언스리그에서는 우승했으나, 정규리그에서는 우승하지 못했었다. |  |      |
| 2022년 4월 30일 (토요일) |  | 편집 |

| 2022년 4월 30일 (토요일) |  | 편집 |

| <       | 2022년 4월 | 2022년 4월 | 2022년 4월 | 2022년 4월 | 2022년 4월 | >       |
| 일      | 월         | 화         | 수         | 목         | 금         | 토      |
|         |            |            |            |            | 1 3.1 갑신 | 2 을유  |
| 3 병술  | 4 정해     | 5 무자     | 6 기축     | 7 경인     | 8 신묘     | 9 임진  |
| 10 계사 | 11 갑오    | 12 을미    | 13 병신    | 14 정유    | 15 무술    | 16 기해 |
| 17 경자 | 18 신축    | 19 임인    | 20 계묘    | 21 갑진    | 22 을사    | 23 병오 |
| 24 정미 | 25 무신    | 26 기유    | 27 경술    | 28 신해    | 29 임자    | 30 계축 |

| - 2022년 - 3월 - 4월 - 5월 - 10일: 프랑스 대통령 선거(1차) - 24일: 프랑스 대통령 선거(결선) 편집하기 |